# Gustav Hamel

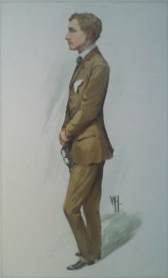
Gustav Hamel 1912.

Gustav Hamel, född 25 juni 1889 i Hamburg i Tyskland, död 23 maj 1914 över Engelska kanalen, var en brittisk flygpionjär.

## Biografi
Hamel studerade vid Westminster School, och begav sig 1910 till Frankrike för att lära sig flyga vid Blériots flygskola i Pau. Den 3 februari 1911 flög han upp för sitt flygcertifikat i ett flygplan tillverkat av Morane-Saulnier och tilldelades franskt certifikat nummer 358. Efter en tids flygträning genomförde han 24 mars 1911 en flygning från Hendon till Brooklands på rekordtiden 58 minuter.
Hamel var en av Englands stora flygpionjärer och han vistades och deltog vid de flyguppvisningar som Claude Grahame-White genomförde på sin privata flygplats i Hendon.
26 augusti sponsrades han av en tidning för att genomföra den första luftleveransen av dagstidningar till Southend-on-Sea. Efter att han startat från Hendon tvingades han på grund av dåligt väder landa i Hammersmith och tidningarna fick transporteras till målet på marken.
En av Hamels mest berömda flygningar genomfördes 9 september 1911, då han med en Blériot XI flög från Hendon till Windsor på 10 minuter för att överlämna Englands första luftpost till generaldirektören för det brittiska postverket. Vid en flyguppvisning 2 januari 1914 genomförde han en looping med Miss Trehawke Davis. Hon blev därmed den första kvinna i världen som hade varit med om en looping. 
I mars 2014 flög Hamel till Cardiff för att delta i en flyguppvisning. Där kom han i kontakt med ingenjören Charles Horace Watkins som just konstruerat och byggt flygplanet Red Robin på egen hand. Hamel inspekterade flygplanet och gav en del tips för Watkins fortsatta arbete.

### Död
I maj 1914 reste han till Frankrike för att hämta hem ett nytt Morane-Saulnier-monoflygplan. Han startade hemflygningen från Paris 23 maj men nådde inte England. Någonstans över Engelska kanalen försvann han spårlöst. På grund av oroligheterna i Europa kom ett rykte igång om att hans flygplan var utsatt för sabotage, men inga utredningar kunde bekräfta ryktena.
Den 6 juli 1914 upptäckte besättningen på en fiskebåt en kropp i Engelska kanalen utanför Boulogne. Kroppen bärgades inte, men besättningens beskrivning av den dödes klädsel samt fyndet av en vägkarta över södra England i anslutning till kroppen talade starkt för att det var Hamels kropp som observerats.
Tillsammans med författaren Charles C. Turner utgavs hans lärobok Flying, some practical experiences postumt 1914.